# Élections locales britanniques de 2016
 (janvier 2017).
Si vous disposez d'ouvrages ou d'articles de référence ou si vous connaissez des sites web de qualité traitant du thème abordé ici, merci de compléter l'article en donnant les références utiles à sa vérifiabilité et en les liant à la section « Notes et références ».
Les élections locales britanniques de 2016 ont lieu le 5 mai 2016 en Angleterre et au pays de Galles.
En Angleterre, trois districts métropolitains sont entièrement renouvelés et trente-deux sont renouvelés par tiers, trois autorités unitaires sont entièrement renouvelées et seize sont renouvelées par tiers, douze districts non-métropolitains sont entièrement renouvelés, sept sont renouvelés par moitié et cinquante-et-un sont renouvelés par tiers. Quatre maires — dont le maire de Londres — sont directement élus ainsi que les trente-six commissaires de police.
Au pays de Galles, quatre commissaires de police sont élus.
Les élections locales ont lieu le même jour que les élections législatives en Écosse, au pays de Galles et en Irlande du Nord.

## Résultats

### National
| Parti | Parti                 | Conseils | Conseils | Sièges | Sièges |
| Parti | Parti                 | Élus     | +/-      | Élus   | +/-    |
| ----- | --------------------- | -------- | -------- | ------ | ------ |
|       | Parti travailliste    | 58       | =        | 1326   | -18    |
|       | Parti conservateur    | 38       | -1       | 842    | -48    |
|       | Libéraux-démocrates   | 4        | +1       | 378    | +45    |
|       | UKIP                  | 0        | =        | 58     | +25    |
|       | Parti vert            | 0        | =        | 45     | -3     |
|       | Indépendant           | 0        | =        | 77     | -3     |
|       | Autres                | 0        | =        | 43     | +2     |
|       | Conseil sans majorité | 24       |          |        |        |
| Total | Total                 | 124      |          | 2769   |        |

### Arrondissements métropolitain

#### Entièrement renouveler
| Conseil   | Majorité sortante | Majorité sortante | Majorité élue | Majorité élue |
| --------- | ----------------- | ----------------- | ------------- | ------------- |
| Knowsley  |                   | Travailliste      |               | Travailliste  |
| Rotherham |                   | Travailliste      |               | Travailliste  |
| Sheffield |                   | Travailliste      |               | Travailliste  |

#### Un tiers des sièges à renouveler
| Conseil             | Majorité sortante | Majorité sortante | Majorité élue | Majorité élue |
| ------------------- | ----------------- | ----------------- | ------------- | ------------- |
| Barnsley            |                   | Travailliste      |               | Travailliste  |
| Birmingham          |                   | Travailliste      |               | Travailliste  |
| Bolton              |                   | Travailliste      |               | Travailliste  |
| Bradford            |                   | Travailliste      |               | Travailliste  |
| Bury                |                   | Travailliste      |               | Travailliste  |
| Calderdale          |                   | Sans majorité     |               | Sans majorité |
| Coventry            |                   | Travailliste      |               | Travailliste  |
| Dudley              |                   | Travailliste      |               | Sans majorité |
| Gateshead           |                   | Travailliste      |               | Travailliste  |
| Kirklees            |                   | Sans majorité     |               | Sans majorité |
| Leeds               |                   | Travailliste      |               | Travailliste  |
| Liverpool           |                   | Travailliste      |               | Travailliste  |
| Manchester          |                   | Travailliste      |               | Travailliste  |
| Newcastle upon Tyne |                   | Travailliste      |               | Travailliste  |
| North Tyneside      |                   | Travailliste      |               | Travailliste  |
| Oldham              |                   | Travailliste      |               | Travailliste  |
| Rochdale            |                   | Travailliste      |               | Travailliste  |
| St Helens           |                   | Travailliste      |               | Travailliste  |
| Salford             |                   | Travailliste      |               | Travailliste  |
| Sandwell            |                   | Travailliste      |               | Travailliste  |
| Sefton              |                   | Travailliste      |               | Travailliste  |
| Solihull            |                   | Conservateur      |               | Conservateur  |
| South Tyneside      |                   | Travailliste      |               | Travailliste  |
| Stockport           |                   | Sans majorité     |               | Sans majorité |
| Sunderland          |                   | Travailliste      |               | Travailliste  |
| Tameside            |                   | Travailliste      |               | Travailliste  |
| Trafford            |                   | Conservateur      |               | Conservateur  |
| Wakefield           |                   | Travailliste      |               | Travailliste  |
| Walsall             |                   | Sans majorité     |               | Sans majorité |
| Wigan               |                   | Travailliste      |               | Travailliste  |
| Wirral              |                   | Travailliste      |               | Travailliste  |
| Wolverhampton       |                   | Travailliste      |               | Travailliste  |

### Mairies
| Mairie    | Maire sortant | Maire sortant   | Maire sortant | Maire élu | Maire élu    | Maire élu    |
| --------- | ------------- | --------------- | ------------- | --------- | ------------ | ------------ |
| Londres   |               | Boris Johnson   | Conservateur  |           | Sadiq Khan   | Travailliste |
| Bristol   |               | George Ferguson | Indépendant   |           | Marvin Rees  | Travailliste |
| Liverpool |               | Joe Anderson    | Travailliste  |           | Joe Anderson | Travailliste |
| Salford   |               | Ian Stewart     | Travailliste  |           | Paul Dennett | Travailliste |